# Orthodon microlepidotus
Orthodon microlepidotus är en fiskart som först beskrevs av Ayres, 1854.  Orthodon microlepidotus ingår i släktet Orthodon och familjen karpfiskar. Inga underarter finns listade i Catalogue of Life.